# Hyam Maccoby
Hyam Maccoby (1924-2004) was een Brits-Joods geleerde en schrijver, gespecialiseerd in de studie van joodse en christelijke religieuze tradities.
Na zijn pensioen verhuisde hij naar Leeds waar hij in de universiteit werkte aan het centrum voor Joodse studies. Maccoby was vooral bekend door zijn theorieën over de historische Jezus en de historische achtergrond van het christendom.
Zo wordt door hem een theorie geopperd over Barabbas (Aramees: Bar-abbâ, "zoon van de vader"), een persoon uit het Nieuwe Testament, die daar als moordenaar wordt beschreven. 
Barabbas zou geen aparte persoon zijn, maar een aanspreekvorm van Jezus. God werd in joodse gebeden soms aangesproken als Abba, en Bar-abbâ zou daarom staan voor "Zoon van God". 
- Biblioteca Nacional de España: XX1136294
- Bibliothèque nationale de France: cb120288976 (data)
- CiNii: DA02416870
- Gemeinsame Normdatei: 133023710
- International Standard Name Identifier: 0000 0001 3956 2762
- Library of Congress Control Number: n80056977
- Nationale Bibliotheek van Tsjechië: skuk0003849
- Nationale Bibliotheek van Israël: 987007264851505171
- Nederlandse Thesaurus van Auteursnamen: 069635846
- Système universitaire de documentation: 028457269
- Virtual International Authority File: 67048677
- WorldCat: E39PBJycKRRXxRfYWyd38G67pP